# Marcus Asinius Pollio Verrucosus
Marcus Asinius Pollio Verrucosus est un sénateur romain de la fin du Ier siècle, consul ordinaire en 81 sous le règne de l'empereur Titus.

## Biographie
C'est probablement un descendant de Caius Asinius Pollio, homme politique de la fin de la République romaine et du règne d'Auguste, orateur, historien et poète.
En 81, sous Titus, il devient consul éponyme aux côtés Lucius Flavius Silva,.